# 우미모노가타리
우미모노가타리(일본어: 海物語 →바다이야기)는 1999년 2월부터 산요 물산에서 발매된 데지파치의 파칭코이다. 《우미모노가타리 시리즈》의 첫 편이다.